# Şadibey
Şadibey è un fiume turco tagliato dalla diga di Germeçtepe nella provincia di Kastamonu. Confluisce nel fiume di Daday (Daday Çayı) a meno di 4 km a valle della diga. Il fiume di  Daday si congiunge al fiume Gökırmak affluente del fiume Kızılırmak.